# Heinz Mauser
Heinz Mauser (* 27. Februar 1919 in Plochingen, Württemberg; † 4. Oktober 1995) war ein deutscher Chemiker und Professor für Physikalische Chemie an der Universität Tübingen.
Er ist ein Mitbegründer der Photokinetik, die sich der Aufklärung der Reaktionsmechanismen von lichtinduzierten chemischen Reaktionen widmet. Insbesondere geht auf ihn die Methode der 'Formalen Kinetik' zurück. Mauser ist Buchautor ('Formale Kinetik') und Verfasser zahlreicher Arbeiten zur Photokinetik, zur formalen Kinetik und Thermodynamik.

## Biographie
1937 wurde Mauser zum Reichsarbeitsdienst eingezogen, danach zum Wehrdienst, der 1939 in den Kriegsdienst überging, mit Einsätzen zuerst an der Westfront, dann an der Ostfront. Mauser stieg dort zum Adjutanten auf und führte als Oberleutnant die Abteilung III/AR 305, mit der er bei Stalingrad eingekesselt wurde. Nach der Kapitulation der deutschen 6. Armee nahm ihn die Rote Armee am 2. Februar 1943 gefangen. Fast sieben Jahre war er in Gefangenschaft; am 9. September 1949  kehrte er nach Deutschland zurück.
Um im Straflager bei harter Bergwerksarbeit („Sie brauchten mich als Pferd“) geistig zu überleben, entwickelte Mauser aus wenigen Grundaxiomen der Thermodynamik, die er im Kopf hatte, viele der (bekannten) Gesetze der Thermodynamik, die er auf Dutzenden kleiner Zettelchen später mit nach Hause brachte.
Mit dem regulären Studium konnte Heinz Mauser erst im Alter von 30 Jahren beginnen. Das war im November 1949, zwei Monate nach seiner Rückkehr aus der Gefangenschaft. Knapp sieben Jahre später legte er die Doktorprüfung mit „summa cum laude“ ab. Der akademische Grad Diplom-Chemiker wurde ihm am 16. März 1955 von der Universität Tübingen zuerkannt. Danach war er einige Monate Research Fellow am Department for Chemistry der Universität von Pennsylvania. Zum Doktor der Naturwissenschaften promovierte er in Tübingen am 19. Juli 1956 mit der Arbeit Zur Thermodynamik optischer Antipoden. Mauser habilitierte in Physikalischer Chemie und erhielt für dieses Fach 1961 die venia legendi, die Lehrberechtigung der Universität Tübingen.
Noch vor Ablauf der vorgeschriebenen 6-jährigen Dozententätigkeit wurde er zum außerplanmäßigen Professor berufen. 1967 richtete man ihm am Institut für Physikalische Chemie, Tübingen, eine wissenschaftliche Ratsstelle für die von ihm begründete Photokinetik ein.

## Werke
- Formale Kinetik. Bertelsmann Universitätsverlag, Düsseldorf 1974, ISBN 3-571-19188-9.